# Abdul Wahab Sawadogo
Abdul Wahab Sawadogo (né le 1er février 1974) est un coureur cycliste burkinabé.

## Biographie
En 2006, il  représente le Burkina Faso au championnat du monde de cyclisme sur route masculin à Salzbourg avec Jérémie Ouedraogo et Saïdou Rouamba.

## Palmarès
- 2004
  -  Champion du Burkina Faso sur route
  - Tour du Faso :
    - Classement général
    - 9e étape
- 2005
  - 4e étape du Tour du Faso
- 2006
  - 3e, 5e et 6e étapes de la Boucle du coton
  - 2e de la Boucle du coton
  - 2e du championnat du Burkina Faso sur route
  - 3e de l'UCI Africa Tour
- 2007
  - 8e étape du Tour du Cameroun
  - 6e étape de la Boucle du coton
  - 3e de la Boucle du coton
- 2008
  -  Champion du Burkina Faso sur route
  - 2e, 4e, 7e et 12e étapes du Tour de l'or blanc
  - 1re et 6e étapes de la Boucle du coton
  - 8e étape du Tour du Cameroun
  - 2e étape du Tour du Sénégal
- 2009
  - 1re étape de la Boucle du coton
  - Grand Prix du Président du Faso
  - 2e du championnat du Burkina Faso sur route
- 2010
  -  Champion du Burkina Faso sur route
  - 1reb, 5e et 6e étapes de la Boucle du coton
  - Grand Prix du Port autonome d'Abidjan
- 2011
  -  Champion du Burkina Faso sur route

## Classements mondiaux
| Année           | 2006 | 2007 | 2008 | 2009 | 2010 | 2011 |
| --------------- | ---- | ---- | ---- | ---- | ---- | ---- |
| UCI Africa Tour | 3e   | 24e  | 18e  | 25e  |      | 36e  |